# Samir Mane

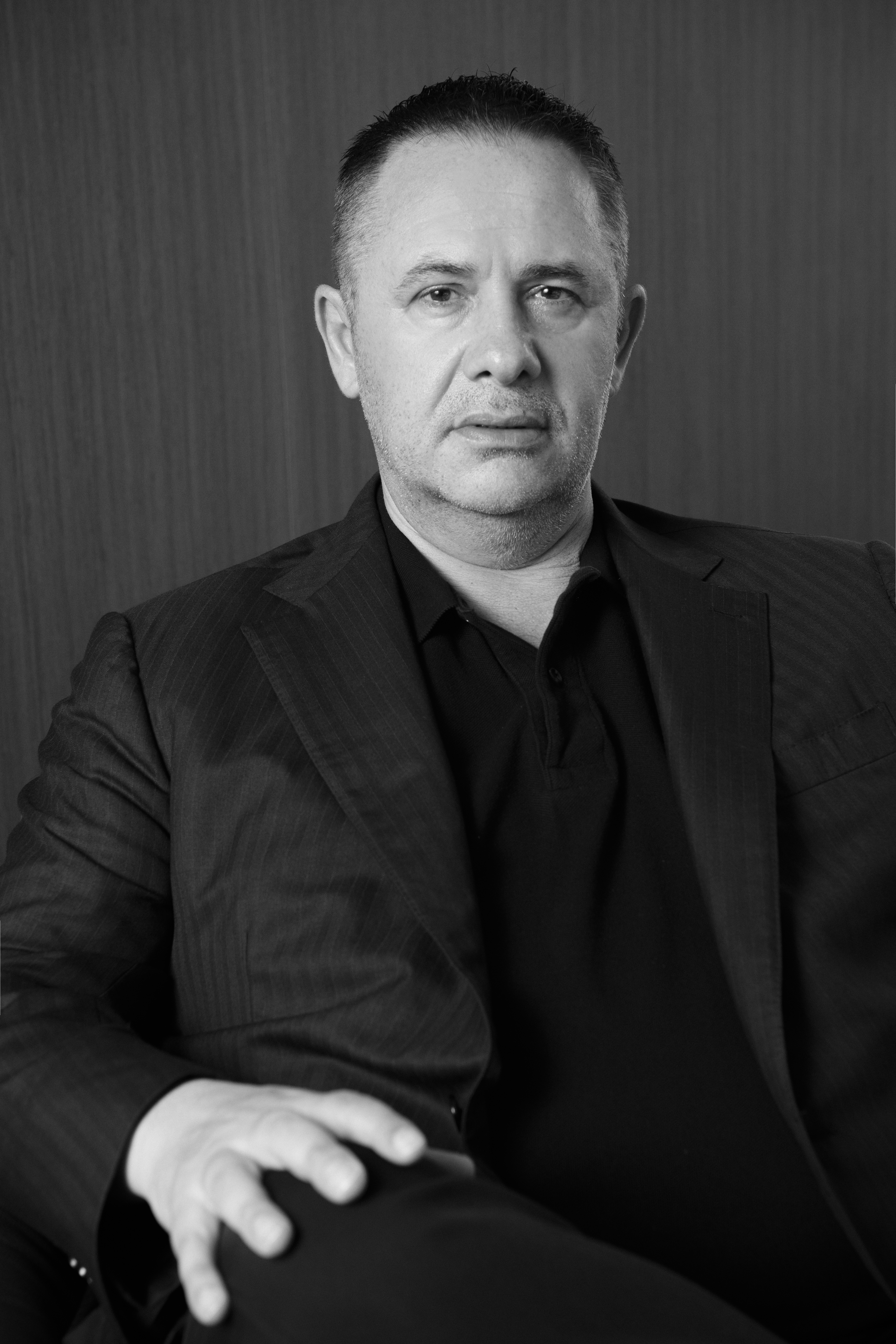
Samir Mane (2023)

Samir Mane (* 24. Dezember 1967 in Korça, Sozialistische Volksrepublik Albanien) ist ein albanischer Unternehmer. Er ist der Gründer und Präsident der Balfin-Gruppe, einer hauptsächlich auf dem Westbalkan tätigen Holdinggesellschaft. Die Gruppe besteht aus über 50 Unternehmen in elf Ländern in Europa und den Vereinigten Staaten. 2025 tauchte Mane als erster Albaner auf der The World’s Billionaires-Liste des Forbes Magazine auf, wo er mit einem Vermögen von 1,5 Milliarden US-Dollar Platz 2331 belegte.

## Laufbahn
Samir Mane wurde am 24. Dezember 1967 in Korça geboren und wuchs in bescheidenen Verhältnissen auf. Er studierte Geologie an der Universität von Tirana. Nach dem Zusammenbruch des Kommunismus in Albanien im Jahr 1991 emigrierte er nach Wien, Österreich, wo er als Übersetzer arbeitete und Geschäftsbeziehungen aufbaute. Er begann günstige elektronische Geräte, die er in Österreich erwarb, in sein Heimatland zu exportieren und zu verkaufen. 1993 gründete er in Wien die Firma Alba-Trade, welche unter der Marke Neptun Fachgeschäfte für Elektrogerät in Albanien betreibt und zum größten Elektrohändler des Landes aufsteigen konnte.
Alba-Trade wurde zur Grundlage der späteren Balfin-Gruppe, als Mane Ende der 1990er Jahre seine Geschäftstätigkeiten auf den gesamten Westbalkan, beginnend mit Kosovo und Nordmazedonien, ausdehnte. 2005 kehrte Mane nach Albanien zurück. Er eröffnete mit dem Qendra Tregtare Univers das erste moderne Einkaufszentrum Tiranas und gründete die Supermarktkette Euromax. Seit 2012 befindet sich Mane auch im Besitz des größten Einkaufszentrums in Skopje, wie auch das größte in Albanien, Tirana East Gate, von Balfin erbaut wurde. Nach dem Verkauf von Euromax übernahm die Balfin-Gruppe 2016 die Lizenz für SPAR in Albanien und baute sie zum führenden Supermarkt im Land aus.
Balfin ist heute ein diversifiziertes Konglomerat, das in den Bereichen Immobilien, Groß- und Einzelhandel, Banken, Vermögensverwaltung, Tourismus, Bildung und Logistik tätig ist und über 5500 Mitarbeiter beschäftigt.
2023 gründete er die gemeinnützige Mane Foundation, welche Initiativen in den Bereichen Bildung, Umwelt, Gesundheit und Armutsbekämpfung in den westlichen Balkanstaaten unterstützt.

## Privates
Mane ist mit Eva Mane verheiratet und ist der Vater von drei Söhnen und einer Tochter.

## Kritik

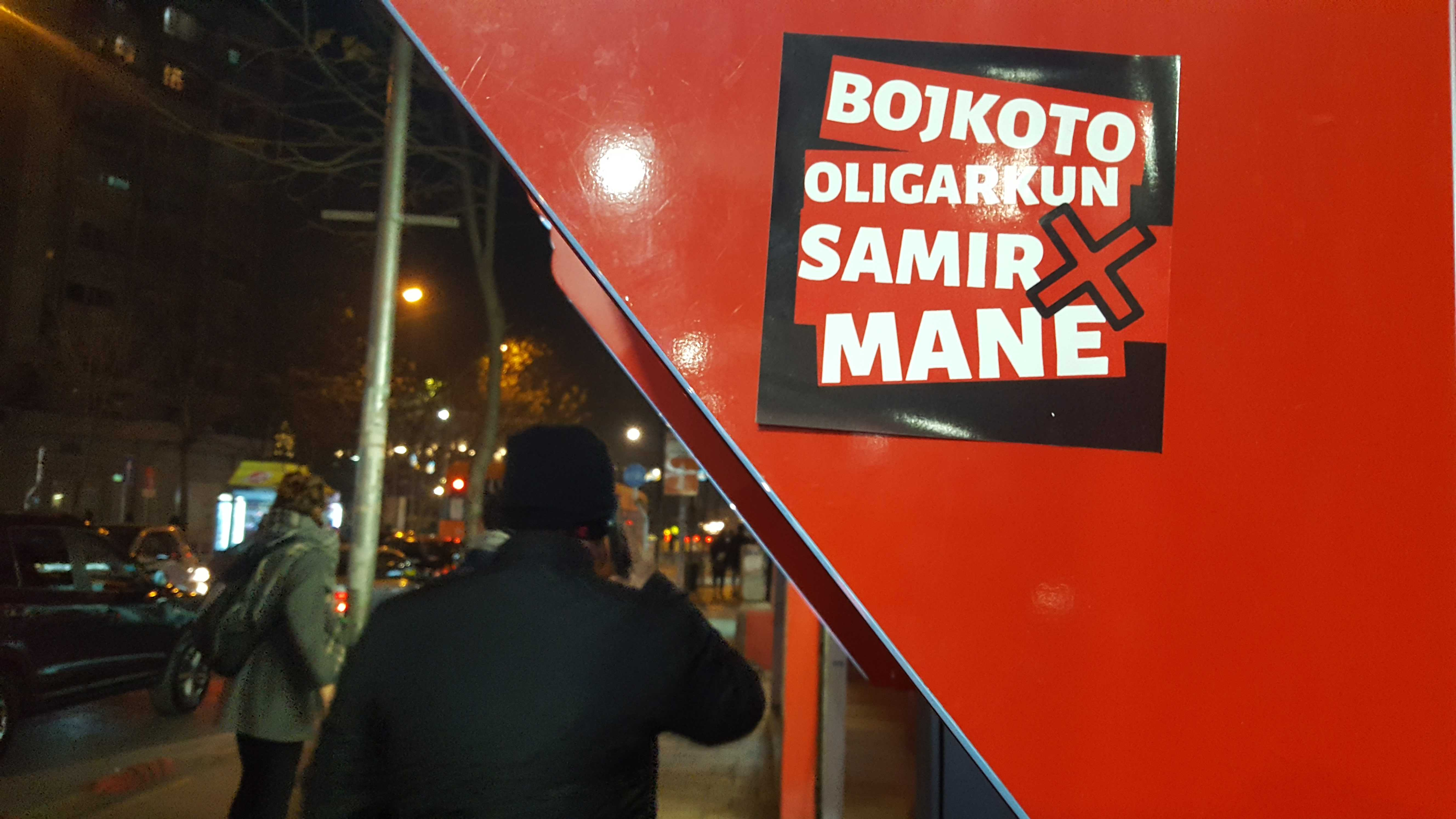
Boykott-Aufruf gegen Saimir Mane in Tirana im Januar 2020

Samir Mane wird oft als Oligarch bezeichnet.
Bergmänner aus den Chrom-Minen von Bulqiza und Gewerkschaften machten Same wiederholt verantwortlich für die schlechten Arbeitsbedingungen und vielen Arbeitsunfällen mit tödlichem Ausgang in den von Albanian Chrome betriebenen Schächten. Zudem sollen Arbeiter entlassen worden sein, weil sie sich in der Gewerkschaft engagierten. Balfin verkaufte die Tochterfirma 2022 an ein türkisches Unternehmen.
Bewohner eines Dorfes an der Albanischen Riviera beschuldigten Mane, dass sie kein Wasser mehr hätten, weil die benachbarte Ferienhaussiedlung alles abzapfe. Daneben kritisierten Medien, dass der Staat das Grundstück an exklusiver Lage viel zu günstig an die Balfin-Group verkauft hatte und die Entwicklung mit weiteren Steuergelder fördere. Die Staatsanwaltschaft untersuchte den Verkauf, ohne dass ein Ergebnis bekannt geworden wäre.

## Auszeichnungen
- Titel für besondere gesellschaftliche Verdienste des Präsidenten der Republik Albanien (2016)[15]
- Ehrenzeichen für Verdienste um die Republik Österreich (2019)[16]